# Conceição Geremias

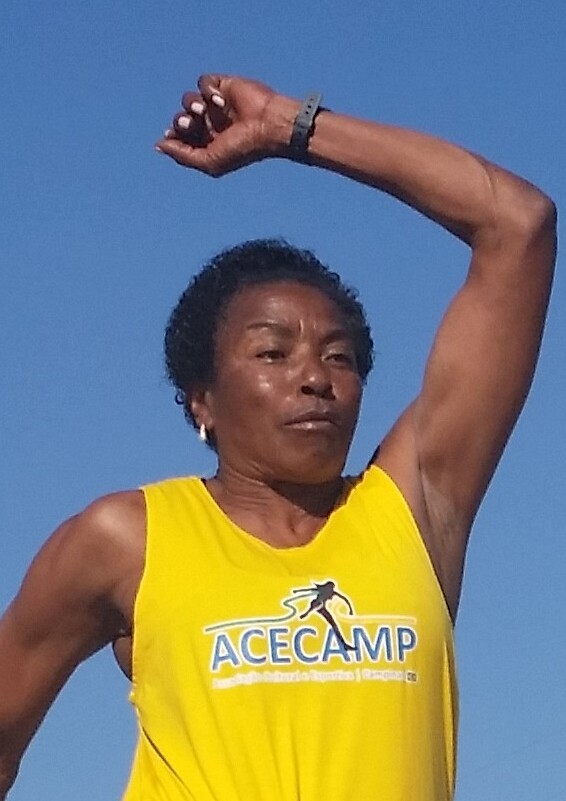
Conceição Geremias 2014

Conceição Aparecida Geremias (* 23. Juli 1956 in Campinas) ist eine ehemalige brasilianische Leichtathletin, die ihren größten Erfolg bei den Panamerikanischen Spielen 1983 als Siegerin des Siebenkampfs erreichte. In den 21 Jahren von 1974 bis 1995 gewann Conceição Geremias bei Südamerikameisterschaften 26 Medaillen, darunter 14 Goldmedaillen, in elf verschiedenen Disziplinen, darunter alle vier Sprungdisziplinen.

## Karriere
Im Alter von 17 Jahren gewann Conceição Geremias bei den Südamerikameisterschaften 1974 drei Goldmedaillen im 100-Meter-Lauf und in beiden Staffeln sowie je eine Silbermedaille und eine Bronzemedaille. Im Jahr darauf trat sie nur im Fünfkampf an und gewann sicher vor ihrer Landsfrau Themis Zambrzycki. 1977 verteidigte Geremias ihren Titel mit sieben Punkten Vorsprung auf Zambrzycki, 1979 unterlag sie ihrer Rivalin. Bei den Olympischen Spielen 1980 belegte sie im Fünfkampf den 14. Platz und war damit beste Nichteuropäerin.
Bei den Südamerikameisterschaften 1981 in La Paz war der Fünfkampf durch den Siebenkampf ersetzt, Geremias trat aber hier nicht an. Sie gewann Goldmedaillen im 400-Meter-Hürdenlauf, im Weitsprung und mit der Sprintstaffel. Damit war sie die erste Südamerikameisterin über 400 Meter Hürden. Zwei Jahre später gewann sie den ersten Siebenkampf bei Panamerikanischen Spielen, als sie in Caracas mit 6084 Punkten und 16 Punkten Vorsprung auf die US-Amerikanerin Cindy Greiner gewann, die 6084 Punkte blieben Geremias' Bestleistung und entsprechen 6017 Punkten nach heutiger Punktwertung. Einen guten Monat später verteidigte sie bei den Südamerikameisterschaften ihren Titel im 400-Meter-Hürdenlauf und gewann auch den Siebenkampf. Bei den Olympischen Spielen 1984 schied Geremias in der Weitsprungqualifikation aus und gab im Siebenkampf auf.
1985 trat sie bei den Südamerikameisterschaften nicht im Siebenkampf an, gewann aber ihren zweiten Titel im Weitsprung. 1987 und 1989 gewann sie jeweils den Siebenkampf, dazwischen erreichte sie bei den Olympischen Spielen 1988 Platz 22 in dieser Disziplin. 1991 und 1993 gewann sie bei den Südamerikameisterschaften jeweils hinter der Kolumbianerin Zorobabelia Córdoba Silber im Siebenkampf. 1993 erhielt sie zusätzlich die Bronzemedaille bei der erstmaligen Austragung des Dreisprungs. 1995 gewann sie erneut eine Medaille in einer erstmals ausgetragenen Disziplin: Silber im Stabhochsprung.
Bei einer Körpergröße von 1,72 m betrug ihr Wettkampfgewicht 64 kg.

## Medaillen

### Panamerikanische Meisterschaften
- 1983
  - Siebenkampf: Gold

### Südamerikameisterschaften
- 1974
  - 100-Meter-Lauf: Gold
  - 200-Meter-Lauf: Bronze
  - 4-mal-100-Meter-Staffel: Gold
  - 4-mal-400-Meter-Staffel: Gold
  - Weitsprung: Silber
- 1975
  - Fünfkampf: Gold
- 1977
  - 4-mal-100-Meter-Staffel: Bronze
  - Weitsprung: Bronze
  - Fünfkampf: Gold
- 1979
  - 4-mal-400-Meter-Staffel: Gold
  - Weitsprung: Silber
  - Fünfkampf: Silber
- 1981
  - 400-Meter-Hürdenlauf: Gold
  - 4-mal-100-Meter-Staffel: Gold
  - Weitsprung: Gold
- 1983
  - 400-Meter-Hürdenlauf: Gold
  - Hochsprung: Silber
  - Siebenkampf: Gold
- 1985
  - Hochsprung: Bronze
  - Weitsprung: Gold
- 1987
  - Siebenkampf: Gold
- 1989
  - Siebenkampf: Gold
- 1991
  - Siebenkampf: Silber
- 1993
  - Dreisprung: Bronze
  - Siebenkampf: Silber
- 1995
  - Stabhochsprung: Silber

## Bestleistungen
- Weitsprung: 6,49 m (1984)
- Siebenkampf: 6017 Punkte (1983)